# Hraniteli
Hraniteli (în rusă Хранители – „Păzitorii [inelului]”) este un spectacol televizat sovietic, adaptare a volumului Frăția Inelului de J. R. R. Tolkien. Acesta include scene cu personajele Tom Bombadil și Goldberry, omise din trilogia Stăpânul Inelelor regizată de Peter Jackson.
Spectacolul a fost difuzat o singură dată în 1991 de Televiziunea din Leningrad, ulterior fiind considerat pierdut. Pelicula a fost redescoperită în 2021.

## Context
Romanul fantastic al lui J. R. R. Tolkien, Stăpânul inelelor, a fost publicat în trei volume în 1954 și 1955. Tolkien nu era sigur că povestea ar putea fi vreodată adaptată în teatru sau film, dar cu toate acestea el, împreună cu editura Allen & Unwin, era dispus să primească propuneri de filme, cu condiția de a avea veto asupra deciziilor creative sau de a renunța la acestea contra unor sume adecvate de bani. Primele încercări au fost filme în desen animat, precum versiunea din 1978 a lui Ralph Bakshi care a ecranizat Frăția Inelului și unele momente din Cele două turnuri. Ulterior, mai mulți regizori s-au declarat interesați de a turna filme după motivele trilogiei.

## Rezumat
Hraniteli este compus din două părți, prima de 50 de minute și a doua de 64 de minute.
Partea întâi începe cu petrecerea de ziua de naștere a hobbitului Bilbo Baggins. Bilbo îmbracă inelul și dispare, provocând consternare. Inelul este moștenit de Frodo Baggins. Într-o serie de flashback-uri, sunt reprezentați Nazgûlii călare pe cai negri, urmați de transformarea lui Smeagol în monstrul Gollum și chestionarea sa de către vrăjitorul Gandalf. Frodo și trei tovarăși ai săi pornesc spre Mordor și părăsesc Comitatul. Ei intră în Pădurea Veche, unde unul din hobbiți este prins de Arborebărbos, dar este salvat de Tom Bombadil, care îi duce pe hobbiți la el acasă, acolo fiind întâmpinați de soția sa Goldberry. Hobbiții au pornit mai departe și au fost prinși încă o dată în capcană, de data aceasta de strigoiul Barrow-wight.
În partea a doua, Barrow-wight așază hobbiții inconștienți în tumulul său, pregătindu-le funeraliile. Frodo se deșteaptă și îl cheamă pe Tom Bombadil, care îi eliberează pe protagoniști. Mai departe, aceștia străbat o pădure înzăpezită până în cătunul Bree și trec pragul Prancing Pony Inn. Aici ei mănâncă și beau, iar Frodo dansează și cântă împreună cu o femeie. Frodo îmbracă inelul și dispare, șocând oaspeții tavernei. Frodo îl întâlnește pe Aragorn; aceste le explică hobbitilor cine este, iar ei cad de acord să călătorească cu el. Toți cinci merg apoi la Weathertop, unde îi înfruntă pe Nazgûli. Frodo este rănit și își pierde cunoștința. Grupul ajunge la Rivendell, unde Frodo își vine în fire. Elful Elrond convoacă consiliul; Boromir cere să fie folosit Inelul împotriva inamicului, dar într-un final toți cad de acord să formeze o Frăție pentru a duce Inelul îl Mordor și a-l distruge acolo unde a fost făcut, în flăcările Muntelui Doom. Într-un flashback, Gandalf îl întâlnește pe vrăjitorul alb Saruman și vede că a trecut de partea răului, cu armata sa de orci. Saruman îl închide pe Gandalf în turnul său, Orthanc, dar Gandalf este salvat de un Vultur. Protagoniștii se întorc în Rivendell, unde li se alătură piticul Gimli și elful Legolas. Frăția călătorește spre tărâmul subteran Moria, unde luptă cu monștri și orci. Traversând un pod îngust peste o prăpastie, își dau seama că Gandalf a fost ucis de Balrog. Ajung în Lothlórien și se întâlnesc cu elfa Galadriel. Frodo îi oferă Inelul, dar ea îl refuză; în acest moment este prezentat Ochiul Lordului Întunecat Sauron antrenat în căutarea Inelului. Boromir încearcă să obțină Inelul de la Frodo; Frodo și Sam pleacă singuri spre Mordor.

## Distribuție
Din distribuție au făcut parte:
- Aragorn/Strider: Andrei Tenetko
- Barliman Butterbur („Lavr Narkis”): Nikolai Burov
- Bilbo Baggins: Gheorghi Știl
- Boromir: Evgheni Soleakov
- Elrond: Andrei Tolșin
- Frodo Baggins: Valeri Diacenko
- Galadriel: Elena Solovei
- Goldberry („Zolotinka”): Reghina Lialeikite
- Gollum: Viktor Smirnov
- Gandalf: Viktor Kostețki
- Legolas: Olga Serebreakova
- Lobelia Sackville-Baggins („Liubelia Leakoșel"): Lillian Malkina
- Merry Brandybuck: Serghei Șelgunov
- Pippin Took: Vadim Nikitin
- Sam Gamgee („Sam Scrombie”): Vladimir Matveev
- Saruman: Evgheni Baranov
- Tom Bombadil: Serghei Parșin

## Producție
Adaptarea televizată a Frăției Inelului, intitulată Hraniteli (din rusă „Păzitorii” sau „Gardienii” [inelului]) a fost realizată cu buget redus de Televiziunea din Leningrad și difuzată în una din ultimele zile de existență a Uniunii Sovietice, în 1991. Filmul a fost considerat pierdut, dar a fost redescoperit și re-publicat în 2021 pe YouTube de compania succesoare a Televiziunii din Leningrad, 5TV. Filmul a atras interes, printre altele, datorită includerii unor personaje precum Tom Bombadil, Goldberry și Barrow-wight, care au fost incluse în scenariu în timp ce hobbiții rătăceau prin Pădurea veche, scenă omisă din versiunea lui Peter Jackson.
Coloana sonoră a fost asigurată de Andrei „Diușa” Romanov, membru al trupei ruse de rock Akvarium. Pentru traducere, a fost aleasă varianta din 1982 a lui Vladimir Muraviov și Andrei Kisteakovski. Televiziunea rusă REN TV a menționat că elful Legolas a fost interpretat de o femeie, Olga Serebreakova, fiica regizorului filmului.
Din echipa de filmare au făcut parte:
- Natalia Serebreakova: regizor, scenarist
- Andrei Romanov: compozitor[18]
- Anatoli Korinețki: director de imagine
- Viktoria Ermakova: decoruri
- Iulia Golțova: costume

## Reacții
Calitatea de producție a filmului a fost descrisă ca fiind „dintr-o altă lume”, cu decoruri simple și efecte „ridicole” pe Chroma key. În Occident, relansarea filmului a fost primită călduros, fiind apreciată producția „glorios rudimentară”. Revista NME a citat un utilizator rus: „Pe cât de absurd și monstruos este, pe atât de divin și magnific. Piesa de la început este în mod deosebit încântătoare. Mulțumesc celui care a găsit această raritate.” Revista Newsweek a citat un alt utilizator: „În timp ce ascultam nostalgica melodie de la început, era să mor de râs și plăcere”. Revista Metro a comentat că efectele simpliste dau o senzație mai mult de „o producție de teatru decât un film, ceea ce adaugă farmecului”. Chicago Tribune a comentat că naratorul (Andrei „Diușa” Romanov) este „un bărbos cu ochelari exagerat de mari care țipă a 1991”, iar efectul magic de flu arată ca un frotiu de gel de păr pe obiectivul camerei. Entertainment Weekly a descris scena cu Bombadil ca evocând „un sentiment de suprarealism de basm”.
BBC a menționat că prima parte a fost urmărită de peste jumătate de milion de ori în câteva zile de la relansare și a descris filmul ca o „reimaginare sovietică ciudat de psihedelică”, foarte diferit de epopeea ulterioară a lui Jackson. A comentat că costumele arătau ca și cum ar fi fost împrumutate de la producții de teatru ale lui Shakespeare sau Lope de Vega, vrăjitorul Gandalf semănând cu un cavaler rătăcitor, iar elful Elrond cu Othello.